# Torpedo Ust-Kamenogorsk
Der HK Torpedo Ust-Kamenogorsk (russisch ХК Торпедо Усть-Каменогорск) ist eine Eishockeymannschaft aus dem kasachischen Öskemen (russisch Ust-Kamenogorsk). Der Verein wurde 1955 gegründet und nimmt, neben der Kasachischen Meisterschaft, seit den 1960er Jahren am Spielbetrieb der russischen Meisterschaft teil. Die Mannschaft spielt in der Wysschaja Hockey-Liga, der zweithöchsten russischen Spielklasse. Als Sponsor des Teams fungierte bis 2015 das in der Stadt ansässige kasachische Bergbauunternehmen Kazzinc.

## Geschichte
Der Verein wurde 1955 im damaligen Ust-Kamenogorsk gegründet. 1964 bekam Torpedo einen Platz in der zweiten Liga. In der Saison 1966/67 belegte die Mannschaft den zweiten Rang hinter Awtomobilist Swerdlowsk und musste in der Relegationsrunde um den Aufstieg in die Eliteklasse gegen Metallurg Nowokusnezk und Torpedo Minsk antreten. Schließlich gewann Metallurg die Runde und Ust-Kamenogorsk verblieb in der zweiten Liga. In der Spielzeit 1976/77 wurde das Team Vorletzter und stieg somit in die dritte Liga ab. Nach drei Jahren schaffte Torpedo in der Saison 1979/80 den Aufstieg in die zweite sowjetische Liga. In der Saison 1986/87 stieg die Mannschaft in die höchste Liga der Sowjetunion auf, aus der Torpedo aber in der nächsten Saison abstieg. In der darauf folgenden Saison 1988/89 schaffte das Team den sofortigen Wiederaufstieg und spielte seitdem immer in der höchsten sowjetischen bzw. russischen Spielklasse. Die letzte Spielzeit in der damaligen Internationalen Hockey-Liga verbrachte die Mannschaft in der Saison 1995/96, ehe alle nichtrussischen Vereine aus der höchsten russischen Liga verbannt wurden. Somit spielt die Mannschaft seit der Saison 1996/97 in der zweitklassigen russischen Wysschaja Liga. Aufgrund einer bis 2007 bestehenden Regelung, das nichtrussischen Teams der Aufstieg in die erste Liga verwehrt blieb, gelang der Wiederaufstieg nicht. Die Mannschaft durfte zwar in der regulären Saison mitspielen, wurde aber von den Play-offs ausgeschlossen. Während dieser Zeit erfolgte 2001 auch die Umbenennung von Torpedo in Kaszink-Torpedo.
Mit der Einführung der Kasachischen Meisterschaft konnten ab 1993 insgesamt dreizehn Meistertitel gefeiert werden, wodurch der Verein unangefochtener kasachischer Rekordmeister ist. Zudem stehen vier Pokalsiege aus den Jahren 2002, 2003, 2004 und 2007 zu Buche.
Durch die Siege in der Kasachischen Meisterschaft nahm Ust-Kamenogorsk 2003/04, 2004/05 und 2007/08 am IIHF Continental Cup teil. Im Jahr 2003/04 scheiterte das Team im Halbfinale und im darauf folgenden Jahr schied der Verein in der dritten Runde aus dem weiteren Wettbewerb aus. In der Spielzeit 2007/08 war die Mannschaft erfolgreicher und erreichte das Super Final, wobei das Team hinter dem späteren Sieger Ak Bars Kasan aus Russland und dem lettischen Vertreter HK Riga 2000 den dritten Platz belegte.
Die zweite Mannschaft spielt seit 2009 in der Kasachischen Meisterschaft.

## Erfolge
- Kasachischer Meister: 1993, 1994, 1995, 1996, 1997, 1998, 2000, 2001, 2002, 2003, 2004, 2005, 2007
- Kasachischer Pokalsieger: 2002, 2003, 2004, 2007
- IIHF Continental Cup: 3. Platz 2007/08

## Bekannte ehemalige Spieler
| - Boris Alexandrow (1984–1989) - Wiktor Alexandrow (2000–2002) - Wladimir Antipin (1991–1996) - Nikolai Antropow (1996–1998) - Iwan Basylejew (2006–2008, seit 2009) - Juri Baulin (1964–1965) - Maxim Birbrajer (2008–2009) - Michail Borodulin (1984–1986, 1987–1994) - Igor Dorochin (1984–1992) - Dmitri Dudarew (1994–1995, 2011–2012) - Alexander Engel (1984–1991) - Jewgeni Fadejew (2003) - Witali Jeremejew (1991–1994) - Andrej Fuchs (1986–1990) | - Boris Fuchs (1987–1990, 1991–1992) - Alexei Koledajew (2007–2008) - Witali Kolesnik (1997–2005) - Alexander Koreschkow (1989–1994) - Jewgeni Koreschkow (1992–1994, 2005–2006) - Alexei Kusnezow (2005–2006) - Sergei Mogilnikow (1976–1988, 1995–1997) - Jewgeni Nabokow (1991–1994) - Witali Nowopaschin (1998–1999) - Jewgeni Paladjew (1965–1968) - Fjodor Polischtschuk (1998–2004) - Andrei Ptscheljakow (1991–1996) - Konstantin Puschkarjow (2002–2003) - Jewgeni Rymarew (2007–2008) | - Jerlan Saghymbajew (1988–1989, 1991–1994, 1998–2000) - Roman Sawtschenko (2004–2008) - Konstantin Schafranow (1985–1994) - Talgat Schailauow (2002–2007) - Alexander Schin (2003–2009) - Igor Semljanoi (1984–1987, 1988–1995, 2003–2004) - Andrei Sokolow (1987–1988, 1989–1994) - Andrei Spiridonow (2003–2005, 2006–2008) - Roman Startschenko (2004–2008) - Alexei Troschtschinski (1990–1994) - Dmitri Upper (1998–1999) - Alexei Wassiltschenko (2000–2002) - Alexei Woronzow (2004–2009) |

## Spielstätte
Die Mannschaft trägt ihre Heimspiele im Sport-Palast von Öskemen aus, der zwischen 1964 und 1968 erbaut wurde. Es war das erste Eisstadion mit künstlichem Eis in der ehemaligen Sowjetunion. Die feierliche Eröffnung der damals 5200 Zuschauer fassenden Arena erfolgte am 31. Dezember 1968. Nach Umbauten in den Folgejahren – die letzte und kostspieligste in den Jahren 2001 und 2002 – zur Anpassung an die Vorgaben der Internationalen Eishockey-Föderation IIHF reduzierte sich die Gesamtkapazität auf 4400 Plätze. Zudem erfolgte eine Umbenennung in Zentrum der Freizeit- und Sport-AG „Kaszink“.